# Melittia khmer
Melittia khmer is een vlinder uit de familie wespvlinders (Sesiidae), onderfamilie Sesiinae.
Melittia khmer is voor het eerst wetenschappelijk beschreven door Le Cerf in 1917. De soort komt voor in het Neotropisch gebieden het  Nearctisch gebied.